# Distretto di Mülheim
Mülheim è il nono distretto urbano (Stadtbezirk) di Colonia.

## Suddivisione amministrativa
Il distretto urbano di Mülheim è diviso in 9 quartieri (Stadtteil):
- Mülheim 901,
- Buchforst 902,
- Buchheim 903,
- Holweide 904,
- Dellbrück 905,
- Höhenhaus 906,
- Dünnwald 907,
- Stammheim 908 e
- Flittard 909